# Chiesa di Santa Maria Vetere (Andria)
La chiesa di Santa Maria Vetere è una chiesa di Andria in provincia di Barletta-Andria-Trani.

## Storia del Convento
Con bolla papale "Admovet nos suscepti cura” di papa Eugenio IV datata Firenze 11 settembre 1435 autorizzava il vicario provinciale padre Antonio da Andria a fondare tre conventi di cui uno era quello di Santa Maria Vetere.
A facilitare il compito concorsero due fatti: la benevolenza del popolo e la venuta di San Giovanni da Capestrano, nel 1436 ad Andria. La sua missione era squisitamente diplomatica, egli doveva incontrarsi con il principe di Taranto, ma il santo riformatore non trascuro di interessarsi del movimento dell'Osservanza in Puglia.
Tracce storiche sulla costruzione del convento di Santa Maria Vetere le ritroviamo nella Cronologia dell'O.f.m. del Wadding che nell'anno 1438 scriveva: "Presso la Città di Andria, nel Regno di Napoli, fu costruita con fondi pubblici una seconda casa intitolata alla Beata Maria Vetere. Essa aveva duplice uso: alla formazione degli adolescenti in Teologia ed alla cura dei Malati".
Il convento, ubicato accanto alla cappella intitolata alla Beata Maria Vetere, era sede dal Vicario Provinciale in carica in quel periodo padre Antonio da Andria, ed era considerato uno dei principali conventi dell'allora provincia Osservante “San Nicola di Bari” (o provincia di San Nicolò), nonché Studio generale e sede del ministro provinciale.
Ma antecedentemente a questa data già dal 1398 vi era una prima presenza dei frati minori e della chiesa di Santa Maria Vetere, infatti nel 1398 risulta che venne sepolto in questa chiesa un sacerdote detto frate Onorato, mentre nel 1419 venne qui sepolta Antonia Brunforte, figlia di Federico Brunforte conte di Bisceglie, e moglie del secondo duca di Andria Guglielmo del Balzo. 
Riferimenti chiari dell'esistenza di questo monastero compaiono nel testamento di Francesco II del Balzo (1420), in cui i frati minori risultarono legatari perché destinatari di oncie sei pro una vice tantum.
Il convento era uno dei più importanti della Provincia Monastica di San Nicola, infatti vi faceva dimora il ministro provinciale che nelle processioni prendeva il posto più onorifico di quello dei conventuali. Vicario Provinciale fu un certo frate, Antonio da Andria, di cui fa menzione Luca Wadding negli Annales Minorum dell'anno 1438. La nobildonna Anna de Salzedo, sorella del governatore di Andria, alla sua morte nel 1583, lasciò al convento una ingente eredità.
Il monastero fu sede di una scuola di teologia e di un ospedale per infermi. La scuola di teologia venne trasferita prima a Lecce poi a Barletta, dopodiché fece ritorno nel convento di Santa Maria Vetere nel 1778. L'ospedale trovò definitiva dimora a Bari.
Nell'assedio di Andria del 23 marzo 1799, ad opera delle milizie repubblicane francesi, i frati Minori Osservanti furono risparmiati. Pochi anni dopo con il decreto di Gioacchino Murat iniziò la soppressione degli ordini religiosi nel Regno di Napoli. Fra questi vi era anche il convento di Santa Maria Vetere che grazie al tempestivo intervento del Capitano del Genio di Andria, Carlo de Vito Piscitelli, uscì indenne da questo decreto.
Ma nel 1866 l'amministrazione della città di Andria, dovendo applicare il decreto (del 7 agosto 1809)di Gioacchino Murat emanò un decreto di “soppressione” .Grazie all'intervento di uno dei suoi consiglieri, Salvatore Savarese, vi realizzò una asilo senile. Nel 1866 l'asilo senile venne affidato alle Piccole Sorelle dei Poveri che ressero l'ospizio fino al 1938. Alle Piccole Suore si sostituirono le Suore Bocconiste alle quali tutt'oggi è ancora affidato il convento sede di una casa di riposo per anziani.
Dopo la cacciata dei frati, la Chiesa venne affidata alle cure del canonico priore D. Vincenzo dell'Olio, il quale coadiuvato dal padre provinciale Luigi da Maddalone e altri monaci, rivestì il ruolo di Cappellano, eletto dal Municipio e approvato dal vescovo Giuseppe Longobardi. Per mantenere sempre più vivo il culto, vi si istituì la 
Congregazione Spirituale di giovani, sotto il nome di San Bonaventura. Morto il Dell'Olio, fu nominato Cappellano il reverendissimo padre provinciale Raffaele Miccoli da Andria; e quando questi passò a miglior vita, venne eletto il padre custode, Bartolomeo Losito da Andria, che con altri padri e vari laici promuoveva il massimo lustro delle sacre funzioni in questa chiesa di Santa Maria Vetere. Nel 1908 padre Nicola Locantore fece costruire accanto alla chiesa un nuovo fabbricato (adibito a convento) che si affaccia alla piazza omonima, e che dal 1960 ospita la scuola Materna paritaria "Santa Maria Vetere", attualmente gestita dalla Cooperativa sociale a responsabilità limitata "Santa Maria Vetere".

## Architettura

### Chiesa
La facciata è sobria, composta con un grande portale sormontato da una cornice, sopra la quale c'è un'ampia finestra. In cima, sugli spioventi ci sono due statue, una di sant'Antonio e l'altra san Pasquale Baylòn, mentre al centro, in una nicchia c'è san Francesco inginocchiato.
L'interno è a navata unica, nelle pareti laterali vi erano collocati sei altari simmetrici, asportati negli anni settanta, mentre sono rimaste al loro posto le tele che li ornavano. L'arredo della chiesa era completato da un contro soffitto ligneo dorato con cassettoni a fondo azzurro e fiori stilizzato, gli apparati lignei (come il contro soffitto) risalgono al settecento, anche grazie alla testimonianza dell'epigrafe dei fratelli Grimaldi.
La chiesa venne restaurata nella prima metà degli anni 1980, venne creata la cappella del Santissimo (ex cappellone di San Francesco) dove fu collocato il bellissimo e prezioso tabernacolo ottagonale, nel 1986 venne rivisto il presbiterio, furono realizzati i nuovi confessionali, nuovi banchi in legno, venne creata la cappella feriale. Il progetto di ristrutturazione venne curato dall'architetto Antonio Vigorelli della scuola del Beato Angelico di Milano.
La chiesa presentava una civettuola decorazione del settecentesco soffitto (scomparso nei restauri del 1964) a cassettoni color celeste con riquadri dorati, al centro del quale era collocato il dipinto delle stimmate di san Francesco impresse dal Bambin Gesù posto in grembo alla Vergine Maria, il soffitto venne risistemato nel 1986.
All'interno della chiesa è conservato un organo costruito nel 1756, restaurato negli anni novanta.
Ultimo lavori furono quelli relativi al sagrato della chiesa che venne rivisto e risistemato nel 1992.
Dal 2005 al 2010 sono state restaurate le tele presenti in chiesa e le statue (Immacolata, San Antonio col Bambin Gesù, San Francesco, San Pasquale, Santa Elisabetta e il Cuore di Gesù) presenti in chiesa, nel 2010 è stata restaurata la Cupola che riporta gli affreschi dell'Eterno Padre, Gesù Cristo, la Vergine, S.Francesco, i dottori francescani: Alessandro d'Ales, San Bonaventura, Ruggero Bacone, Giovanni Duns Scoto.

### Campanile e campane
È inglobato nella chiesa, accanto al presbiterio, di base quadrata risale al XVI secolo, come attesta un'epigrafe collocata alla base dalla sua sommità riportante il simbolo francescano delle due braccia incrociate intorno alla croce, in data del 1570.
Il campanile è alto 40 metri circa, ha una forma barocca e custodisce quattro campane.
Nel primo ordine presenta semplici monofore a tutto sesto, mentre il secondo ordine è il più ricco di ornamenti presentando gli angoli arrotondati e abbelliti con elementi a forma di anfore e fregi nella parte alta, con finestre ad arco a tutto sesto e balaustrate. la cuspide anch'essa quadrangolare e smussata, presenta diverse ondulazioni di vaga reminiscenza barocca.
Pregevole è la Campana datata 1496, con la caratteristica forma dell'epoca (50 x 50cm) e con un bel timbro argentino. Nella testata si legge la stessa iscrizione già riportata, della campana quattrocentesca della Cattedrale: Honorem Deo et patriae liberationem - Mentem sanctam spontaneam - Johannes Teutonicus fecit in Baro - A.D. MLCCCCXXVI.
La campana di dimensioni (69 x 67 cm), è di due secoli meno antica e porta la data MDCCIII.
La campana maggiore è quella di San Francesco, del quale è incisa l'immagine con le braccia dischiuse. Misura 80 x 75 cm, e porta la data 1880.
L'ultima campanella (38 x36 cm), presenta l'emblema francescano ed è del 1881.

### Convento
La parte più antica è il chiostro che si compone di sette archi a sesto acuto per lato ed ha volte a crociera intonacate. Sulle pareti, nelle lunette, si notano affreschi ispirati alla vita di San Francesco. Nei medaglioni tra le lunette, sono ritratti Santi e Sante dell'ordine francescano.
Al centro del chiostro, tra quattro colonne in pietra, vi è una cisterna.
La struttura originaria del convento è stata sottoposta a numerosi interventi di ampliamento e trasformazione nel corso del tempo, che l'hanno profondamente modificata.
Quello di "S.Maria Vetere"era il convento principe della Provincia dei frati minori Osservanti di San Nicola:
per lungo tempo fu sede del ministro provinciale e studio di filosofia. Si ricordano,
tra gli altri, i padri lettori Bonaventura Volpone, Filippo di Andria,
Bonaventura di Fasano (lo storico), Donato di Turi, Giovanni Grimaldi,
Francesco di Andria, Luigi di Maddaloni, Raffaele Miccoli di Andria.
In tempi di duro contrasto tra
Chiesa e Stato, il governo italiano, con decreto del 7 luglio 1866, sopprimeva
gli Ordini religiosi e i conventi, incamerando i loro beni, e concedendo ai
frati una tenue pensione. Nel dicembre 1866, furono sfrattati dal convento di
Santa Maria Vetere trentacinque frati. Il Comune di Andria venuto in possesso
del convento, lo adibiva ad asilo di mendicità.
Soppresso il convento, sfrattati i frati, l'amore a S.Francesco non moriva. Nella ricorrenza del
settimo centenario della nascita di S. Francesco (1881), i frati minori cominciarono a riorganizzarsi, la chiesa di S.Maria Vetere divenne il luogo di appuntamento dei pochi frati rimasti. Benemerita fu l'opera dei padri andriesi Raffaele Miccoli,  Bartolomeo Losito e Nicola Locantore, che, presa in fitto una Casa nelle vicinanze del convento, ogni giorno si
recavano alla Chiesa di Santa Maria Vetere per svolgere la loro attività religiosa.
Il
coraggio di chi non ha nulla da perdere nel 1908, padre Nicola Locantore, non
potendo avere dal Comune neanche una parte del convento, fece costruire accanto
alla-chiesa un appartamento di sette celle al piano superiore, con una scala al
piano terra. Una costruzione che col passare degli anni si rivelò mal organizzata, così fra il 1952 e il 1960 il superiore
padre Egidio Costantino fece costruire quattro celle dalla parte del giardino che si affaccia su via padre Savarese. Col passare degli anni e con lo sviluppo della parrocchia, si fece impellente la necessità di rivedete l'intera struttura.
Così fra il 1978 e 1981 la comunità dei frati composta da padre Nicola Andreola (Superiore del Convento), padre Vincenzo de Filippis (parroco della Parrocchia) e padre Armando Gravina avviarono i lavori per una ridefinizione complessiva dell'intera struttura conventuale e degli ambienti parrocchiali 

### Museo della chiesa
Dopo l'ultimo restauro nel 1991, durante il quale è stata rifatta la pavimentazione della chiesa, le lapidi ed epigrafi, presenti sul presbiterio e lungo la navata della chiesa, furono asportate e collocate in un vano adiacente alla Chiesa adibito a museo.